# 當然群
在數學裡，當然群是指一個只包含單一元素e的群，其群運算只有e + e = e，單位元素當然是e，且為阿貝爾群；這些結果都是當然的，因此以此命名。當然群通常被寫做Z1，或儘標示為0。
不可把當然群和空集相混淆，空集中沒有任何元素，因此缺少一個單位元而无法形成一個群，雖然這兩者在其各自的範疇中扮演著極相近的角色。
每一個群都包含著一個當然群。

## 另見
- 小群列表